# WayV
WayV（ウェイブイ、中: 威神V、ウェイシェンブイ、いしんブイ、朝: 웨이브이）は、中国の6人組ボーイズグループ。韓国のボーイズグループ・NCTの派生ユニット。SMエンタテインメント所属。

## 概要
2019年、SMエンタテインメントのボーイズグループ・NCTの派生ユニットとして誕生した6人組ボーイズグループ。中華圏を拠点に活動しており、中国・タイ・マカオ・台湾のメンバーで構成されている。
「威神」は、中国語で「神のごときの威力」を表す。また、グループ名「WayV」は「We Are Your Vision」に由来する。ファンクラブ名は「WayZenNi」（ウェイズニ）。

## 来歴
2018年
- 8月13日、NCTの中国チームの結成予定が発表された[4]。
- 12月31日、SMエンタテインメントより、WayVをプロモーションするために設立された中国の合弁レーベル・LABEL Vから、2019年1月にデビューすることが発表された[5][6]。既にNCTとして活動してきたクン・ウィンウィン・テン・ルーカスと、今年SMルーキーズとして公開されたヘンドリー・シャオジュン・ヤンヤンの7人で構成される[5]。

2019年
- 1月17日、デジタルミニアルバム『The Vision』をリリースし、中国デビュー[7]。
- 2月より、中国、韓国、タイでファンミーティングツアー「Section#1_We Are Your Vision」を開催。
- 5月9日、1stミニアルバム『Take Off』をリリースし、iTunesで中国の男性アイドルグループとしては最多となる、世界30の国と地域で1位を獲得した[8]。
- 8月、単独番組『少年威计划』が、优酷にて放送された[9]。
- 10月4日、テンとルーカスが、SuperMのメンバーとしてデビュー[10]。
- 10月29日、2ndミニアルバム『Take Over The Moon』をリリース[11]。30日には、グループ初となる韓国の音楽番組への出演を果たし、『SHOW CHAMPION』で「Moonwalk」を披露した[12]。
- 11月5日、デジタルシングル「Love Talk (English Ver.)」をリリース[13]。
- 12月4日、ナゴヤドームで開催された「2019 Mnet Asian Music Awards」で「Best New Asian Artist」を受賞[14]。

2020年
- 3月13日、リパッケージアルバム『Take Over The Moon – Sequel』をリリース[15]。
- 5月3日、初の単独オンラインコンサート「WayV LIVE - Beyond The Vision」を開催[16]。
- 6月9日、1stアルバム『Awaken The World』をリリース[17]。
- 6月18日、デジタルシングル「Turn Back Time (Korean Ver.)」をリリース。
- 7月29日、デジタルシングル「Bad Alive (English Ver.)」をリリース[18]。
- 9月より、Seeznからリアリティ番組『WayVision』が配信された。
- 12月6日に開催された「2020 Mnet Asian Music Awards」で「Favorite Asian Artist」を受賞[19]。

2021年
- 2月より、リアリティ番組『WayVision2』が配信された。
- 3月10日、3rdミニアルバム『Kick Back』をリリース[20]。
- 6月16日、クンとシャオジュンから成るユニット・WayV-KUN&XIAOJUNがシングル「Back To You」をリリース[21]。
- 7月、ウィンウィンが、中国での俳優活動の為に個人事務所「象山旌扬文化传媒工作室」を設立[22]。
- 8月17日、テンとヤンヤンから成るユニット・WayV-TEN&YANGYANGがシングル「Low Low」をリリース[23]。
- 8月25日、ルーカスが複数の女性との交際トラブルに関わる私生活騒動により、活動を中断を発表。これにより、ルーカスとヘンドリーから成るユニット・WayV-LUCAS&HENDERYのシングル「Jalapeño」の音源やMVなど全てのコンテンツの公開が中止になった[1]。

2022年
- 12月28日、4thミニアルバム『Phantom』をリリース[24]。

2023年
- 日本オフィシャルファンクラブ「WayZenNi-JAPAN」を開設[25]。
- 2月より、韓国、インドネシア、香港、シンガポール、パリ、ロンドン、マカオでファンミーティングツアー「2023 WayV Fanmeeting Tour [Phantom]」を開催。
- 5月6日・7日、横浜ぴあアリーナで日本での初めての単独ファンミーティングイベント「WayV JAPAN EVENT 2023 'The First Vision'」を開催[26]。6日の夜には、日本デジタルシングル「Welcome To My Paradise」をリリース[27]。
- 5月10日、ルーカスがNCT、およびWayVから脱退し、ソロデビューすることが発表された[28]。
- 9月12日、ファンコミュニティプラットフォーム「Weverse」に参加[29]。
- 11月1日、2ndアルバム『On My Youth』をリリース[30]。
- 11月5日より、成都・北京・広州・蘇州でファンミーティングツアー「WayV SHOWCASE TOUR [On My Youth]」を開催[31]。

2024年
- 6月3日、5thミニアルバム『Give Me That』をリリース[32][注 3]。11日には、SBS M『THE SHOW』にてタイトル曲「Give Me That」が、グループ初の音楽番組1位を獲得した[34]。
- 6月17日、日本デビューが発表された[35]。
- 8月17日より、グループ初の単独コンサートツアー「2024 WayV CONCERT [ON THE Way]」をスタート。
- 9月25日、日本1stミニアルバム『The Highest』をリリースし、日本デビュー[36]。本アルバムは、オリコン週間アルバムランキング、オリコン週間合算アルバムランキングにて1位を獲得した[37]。
- 11月25日、6thミニアルバム『FREQUENCY』をリリース[38]。

2025年
- 2月14日、SM創立30周年記念アルバム『2025 SMTOWN : THE CULTURE, THE FUTURE』に参加。SHINee「Juliette」をカバーしたほか、テンとヤンヤンはタイトル曲「Thank You」を歌唱した[39]。
- 7月18日、7thミニアルバム『BIG BANDS』をリリース。

## メンバー

### 現メンバー
| 画像               | 名前                        | 本名                           | 本名               | 本名          | 本名                        | 生年月日               | 血液型 | 出身地                   | ポジション                    |
| 画像               | 名前                        | 仮名                           | ハングル           | 漢字          | 英字                        | 生年月日               | 血液型 | 出身地                   | ポジション                    |
| ------------------ | --------------------------- | ------------------------------ | ------------------ | ------------- | --------------------------- | ---------------------- | ------ | ------------------------ | ----------------------------- |
|                    | クン KUN 쿤                 | チェン・クン                   | 첸쿤 전곤          | 钱锟          | Qian Kun                    | 1996年1月1日（29歳）   | B型    | 中国 福建省三明市 泰寧県 | リーダー メインボーカル       |
|                    | テン TEN 텐                 | チッタポン・リチャイヤポンクル | 치타폰리차이야폰꾼 | -             | Chittaphon Leechaiyapornkul | 1996年2月27日（29歳）  | A型    | タイ バンコク            | メインダンサー リードボーカル |
| リー・ヨンチン     | テン TEN 텐                 | 리용친 이영흠                  | 李永钦             | Lee Yong-chin |                             | 1996年2月27日（29歳）  | A型    | タイ バンコク            | メインダンサー リードボーカル |
|                    | ウィンウィン WINWIN 윈윈    | ドン・スーチョン               | 동스청 동사성      | 董思成        | Dong Sicheng                | 1997年10月28日（27歳） | B型    | 中国 浙江省温州市        | リードダンサー サブボーカル   |
|                    | シャオジュン XIAOJUN 샤오쥔 | シャオ・ダジュン               | 샤오더쥔 소덕준    | 肖德俊        | Xiao Dejun                  | 1999年8月8日（26歳）   | O型    | 中国 広東省東莞市        | メインボーカル                |
|                    | ヘンドリー HENDERY 헨드리   | ウォン・クンヒャン             | 웡군항 황관헝      | 黄冠亨        | Wong Kunhang                | 1999年9月28日（25歳）  | O型    | マカオ                   | リードラッパー                |
| ヘンドリー・ウォン | ヘンドリー HENDERY 헨드리   | -                              | -                  | Hendery Wong  |                             | 1999年9月28日（25歳）  | O型    | マカオ                   | リードラッパー                |
|                    | ヤンヤン YANGYANG 양양      | リウ・ヤンヤン                 | 리우양양 류양양    | 劉揚揚        | Liu Yangyang                | 2000年10月10日（24歳） | O型    | 台湾 新北市              | メインラッパー リードダンサー |

### 旧メンバー
| 画像             | 名前                  | 本名             | 本名            | 本名       | 本名         | 生年月日              | 血液型 | 出身地        | ポジション     | 活動期間              |
| 画像             | 名前                  | 仮名             | ハングル        | 漢字       | ローマ字     | 生年月日              | 血液型 | 出身地        | ポジション     | 活動期間              |
| ---------------- | --------------------- | ---------------- | --------------- | ---------- | ------------ | --------------------- | ------ | ------------- | -------------- | --------------------- |
|                  | ルーカス LUCAS 루카스 | ウォン・ユッケイ | 웡육헤이 황욱희 | 黃旭熙     | Wong Yuk-Hei | 1999年1月25日（26歳） | O型    | 香港 新界沙田 | リードラッパー | 2019年1月 - 2023年5月 |
| ルーカス・ウォン | ルーカス LUCAS 루카스 | -                | -               | Lucas Wong |              | 1999年1月25日（26歳） | O型    | 香港 新界沙田 | リードラッパー | 2019年1月 - 2023年5月 |

## ユニット

### WayV-KUN&XIAOJUN
クン・シャオジュンから成るユニット。2021年6月16日、シングル「Back To You」でユニットデビュー。

### WayV-TEN&YANGYANG
テン・ヤンヤンから成るユニット。2021年8月17日、シングル「Low Low」でユニットデビュー。

### WayV-LUCAS&HENDERY
ルーカス・ヘンドリーから成るユニット。2021年8月25日にシングル「Jalapeño」でデビュー予定だったが、同日、ルーカスが複数の女性との交際トラブルに関わる私生活騒動により、全ての活動を中断すると発表。これにより、シングルの音源やMVなど、予定されていた全てのコンテンツの公開が中止になった。2023年にはグループから脱退したため、活動は行われていない。

## 出演

### テレビ番組
| 年     | 放送日  | 番組名              | 放送局     | 備考             | 出典   |
| ------ | ------- | ------------------- | ---------- | ---------------- | ------ |
| 2024年 | 8月22日 | NHK MUSIC EXPO 2024 | NHK総合    | 「Give Me That」 | [ 42 ] |
| 2024年 | 10月1日 | めざましテレビ      | フジテレビ | インタビュー出演 | [ 43 ] |

### ネット配信
- 少年威计划 - 优酷（2019年）[44]
- WayVision - Seezn（2020年）[45]
- WayVision2 - Seezn（2021年）[46]

### 広告

#### 広告
| 年     | メーカー | 部門 | 備考                 | 参考   |
| ------ | -------- | ---- | -------------------- | ------ |
| 2019年 | Skechers | 靴   | ブランドアンバサダー | [ 47 ] |

#### 広報大使
- 博物館文化促進大使（2019年）
- 小海豚愛心図書館公益大使（2019年）[48]
- 韓-世界華商ビジネスウィーク宣伝大使（2020年）[49]
- チベット高原野生動物保護提案大使（2022年）

### 書籍
- 『假日』（2020年）
- 『Our Home: WayV with Little Friends』（2021年）

## 公演

### 参加公演
| 開催日 | 開催日         | イベント名                                                                                     | 開催地                         | 参考   |
| ------ | -------------- | ---------------------------------------------------------------------------------------------- | ------------------------------ | ------ |
| 2019年 | 6月17日        | オーストラリア映画テレビ芸術アカデミー賞2019 ASIA INTERNATIONAL ENGAGEMENT PROGRAM IN SHANGHAI | 中国（上海）                   | [ 50 ] |
| 2019年 | 12月4日        | 2019 Mnet Asian Music Awards                                                                   | 日本（名古屋）                 | [ 51 ] |
| 2019年 | 12月31日       | 浙江衛星テレビ2020跨年演唱会                                                                   | 中国（広州）                   | [ 52 ] |
| 2020年 | 9月25日        | TikTok Stage Voice On                                                                          | 韓国                           |        |
| 2020年 | 11月28日       | 2020 Asia Artist Awards                                                                        | 韓国                           | [ 53 ] |
| 2020年 | 12月6日        | 2020 Mnet Asian Music Awards                                                                   | 韓国（ソウル）                 | [ 54 ] |
| 2021年 | 1月1日         | SMTOWN LIVE "Culture Humanity"                                                                 | 韓国                           | [ 55 ] |
| 2021年 | 3月24日        | Insert Fashion Awards                                                                          | インドネシア                   |        |
| 2022年 | 1月1日         | SMTOWN LIVE 2022 : SMCU EXPRESS＠KWANGYA                                                       | 韓国（ソウル）                 | [ 56 ] |
| 2022年 | 8月20日        | SMTOWN LIVE 2022 : SMCU EXPRESS @HUMAN CITY_SUWON                                              | 韓国（水原市）                 | [ 57 ] |
| 2022年 | 8月27日 - 29日 | SMTOWN LIVE 2022：SMCU EXPRESS＠TOKYO                                                          | 日本（東京）                   | [ 58 ] |
| 2022年 | 9月22日        | Indonesian Television Awards 2022                                                              | インドネシア（ジャカルタ）     |        |
| 2022年 | 10月15日       | 안녕, BANGKOK : ARENA K 2022                                                                   | タイ（バンコク）               |        |
| 2022年 | 10月21日       | I-POP U 2022 MANILA                                                                            | フィリピン（マニラ）           | [ 59 ] |
| 2023年 | 1月28日        | SEEN FESTIVAL                                                                                  | マレーシア（クアラルンプール） | [ 60 ] |
| 2023年 | 3月18日        | CP Land presents PAINT THE TOWN CONCERT                                                        | タイ（バンコク）               | [ 61 ] |
| 2023年 | 7月8日         | Tencent Music Entertainment Awards 2023                                                        | マカオ                         | [ 62 ] |
| 2023年 | 8月18日        | KCON LA 2023                                                                                   | アメリカ（ロサンゼルス）       | [ 63 ] |
| 2023年 | 9月23日        | SMTOWN LIVE 2023 SMCU PALACE @JAKARTA with KB Bank                                             | インドネシア（ジャカルタ）     | [ 64 ] |
| 2023年 | 11月19日       | SuperSound Festival in BANGKOK                                                                 | タイ（バンコク）               | [ 65 ] |
| 2023年 | 11月25日       | Neighbors Con                                                                                  | 日本（横浜）                   | [ 66 ] |
| 2023年 | 12月31日       | 浙江衛星テレビ2023跨年演唱会                                                                   | 中国 （衢州）                  | [ 67 ] |
| 2024年 | 2月21日・22日  | SMTOWN LIVE 2024 SMCU PALACE @TOKYO                                                            | 日本（東京）                   | [ 68 ] |
| 2024年 | 3月30日・31日  | KCON HONG KONG 2024                                                                            | 香港                           | [ 69 ] |
| 2024年 | 4月21日        | UTO FEST 2024                                                                                  | 日本（福岡）                   | [ 70 ] |
| 2024年 | 5月18日        | IKONYX CONCERT                                                                                 | タイ（バンコク）               |        |
| 2024年 | 6月22日        | Allo Bank Festival 2024                                                                        | インドネシア（ジャカルタ）     | [ 71 ] |
| 2024年 | 7月7日         | WATERBOMB SEOUL 2024                                                                           | 韓国（ソウル）                 | [ 72 ] |
| 2024年 | 7月20日        | The MusiQuest 2024                                                                             | 日本（横浜）                   | [ 73 ] |
| 2024年 | 11月10日       | SUPERPOP JAPAN 2024                                                                            | 日本（大阪）                   | [ 74 ] |
| 2024年 | 12月8日        | UTO FEST in OKINAWA                                                                            | 日本（沖縄）                   | [ 75 ] |
| 2024年 | 12月14日       | 2024 MUSIC BANK GLOBAL FESTIVAL in JAPAN                                                       | 日本（福岡）                   | [ 76 ] |
| 2024年 | 12月25日       | 2024 SBS歌謡大祭典                                                                             | 韓国（仁川）                   | [ 77 ] |
| 2024年 | 12月27日       | 2024 Asia Artist Awards                                                                        | タイ（バンコク）               | [ 78 ] |
| 2025年 | 1月11日・12日  | SMTOWN LIVE 2025 in SEOUL                                                                      | 韓国（ソウル）                 | [ 79 ] |
| 2025年 | 1月18日        | UTO FEST in YOKOHAMA                                                                           | 日本（横浜）                   | [ 80 ] |
| 2025年 | 3月29日        | The Performance                                                                                | 日本（横浜）                   | [ 81 ] |
| 2025年 | 5月9日         | SMTOWN LIVE 2025 in MEXICO CITY                                                                | メキシコ（メキシコシティ）     |        |
| 2025年 | 5月11日        | SMTOWN LIVE 2025 in L.A.                                                                       | アメリカ（ロサンゼルス）       |        |
| 2025年 | 6月28日        | SMTOWN LIVE 2025 in LONDON                                                                     | イギリス（ロンドン）           | [ 82 ] |
| 2025年 | 8月9日・10日   | SMTOWN LIVE 2025 in TOKYO                                                                      | 日本（東京）                   | [ 83 ] |

### イベント
| 開催日 | 開催日  | イベント名                       | 開催地       |
| ------ | ------- | -------------------------------- | ------------ |
| 2019年 | 5月31日 | FENDI 2019-2020秋冬コレクション  | 中国（上海） |
| 2019年 | 6月6日  | Prada2020 春夏メンズコレクション | 中国（上海） |

## 受賞歴
2019年
- 2019 Mnet Asian Music Awards「ベスト・ニュー・アジアン・アーティスト賞」受賞[84]

2020年
- 2020 Asia Artist Awards「アジアセレブリティ賞」受賞[85]
- 2020 Mnet Asian Music Awards「フェイバリット・アジアン・アーティスト賞」受賞

2021年
- Asian Pop Music Awards 2021「ベスト・ダンス・パフォーマンス賞」受賞[86]
- Asian Pop Music Awards 2021「今年のアルバム TOP20（中国語）」[86]
- Asian Pop Music Awards 2021「PEOPLE'S CHOICE AWARD（中国語）」受賞[86]

2023年
- 第3回SuperSound Festival「GLOBAL MALE GROUP OF THE YEAR」受賞[87]
- Tencent Entertainment White Paper Gala「年度新鋭団体賞」受賞[88]

2024年
- 2024 Asia Artist Awards「ベストアーティスト賞」受賞[89]

### 音楽番組首位
| 年     | 受賞歴 |
| ------ | --- |
| 2024年 | - Give Me That（1冠） - 6月11日：SBS M『THE SHOW』 - FREQUENCY（3冠） - 12月3日：SBS M『THE SHOW』 - 12月4日：MBC M『SHOW CHAMPION』 - 12月6日：KBS2『ミュージックバンク』 合計：4冠 |